# Старобезрадичівська сільська рада
| Старобезрадичівська сільська рада — колишній орган місцевого самоврядування у Обухівському районі Київської області з адміністративним центром у с. Старі Безрадичі. Історична дата утворення: в 1943 році. Водоймища на території, підпорядкованій даній раді: річки Стугна, Тихань. Сільській раді підпорядковані населені пункти: - с. Старі Безрадичі - с. Березове - с. Капустяна - с. Конюша - с. Нові Безрадичі - с. Паращина - с. Тарасівка |

## Склад ради
Рада складається з 16 депутатів та голови.

### Керівний склад ради
| ПІБ                         | Основні відомості                                                                      | Дата обрання | Дата звільнення |
| --------------------------- | -------------------------------------------------------------------------------------- | ------------ | --------------- |
| Гончар Любов Борисівна      | Сільський голова, 1961 року народження, освіта, Всеукраїнське об'єднання «Батьківщина» | 26.03.2006   | 31.10.2010      |
| Горбаченко Петро Михайлович | Сільський голова, 1952 року народження, освіта середня спеціальна                      | 31.10.2010   |                 |

Примітка: таблиця складена за даними джерела